# Velikonočna pinca
Velikonočna pinca (nemško osterpinze, regionalno tudi pinze, pinza) je tradicionalno slovensko, južnoavstrijsko, in hrvaško velikonočno pecivo iz kvašenega testa.
Velikonočna pinca izvira iz Benečije in Furlanije. Tam je pinza (v beneškem dialektu pinsa) tradicionalno božično in novoletno pecivo. Ime ima verjetno isti koren kot ploščati kruh pita in jed pica (pa tudi nemško Bissen), vendar je bilo prilagojeno iz besednih družin latinsko pinsere 'tolči, gnesti, stiskati' in italijansko pinza 'klešče, škarje' (prim. pinceta) - kepo testa razrežemo s škarjami tako da dobi značilno obliko. Recept so sredi 19. stoletja prinesli iz Furlanije v Gradec preko sosednje, takrat avstrijske grofije Goriška in Gradiška, zato ga imenujejo tudi Görzer Pinze in Štajerska je njegovo avstrijsko središče.
Pince se pripravlja le v času pred veliko nočjo. Za tradicionalno blagoslovitev mesa na veliko soboto se košaro s sveže prekajenimi klobasami, jajci, hrenom, velikonočnim kruhom in pinco prekrije z velikonočnim prtom.
Pince se med velikonočnimi prazniki uživa kot kruh z velikonočnim mesom. Iz starega pinca se pripravljajo tudi ubogi vitezi oziroma francoski toast, žemljin narastek in podobni kruhki.

## Mediji
- Velikonočni čas s Harryjem Prünsterjem. Kulturni pohod. Harald Prünster, ORF, epizoda Avstrijski običaji in kulinarične dobrote 2007 (Arhiv programov ORF), Stubenberg in Apfelland 2008 (intervju z Mario Stelzer; ORF 2 16. marec 2010 15:45, derneue.orf.at; TW1 31. marec 2010 10:30, texxas.de).